# Авзяно-Петровские заводы
Авзяно-Петровские (Авзянопетровские) заводы (Верхнеавзянопетровский чугуноплавильный и железоделательный и Нижнеавзянопетровский железоделательный) — металлургические заводы на притоках реки Белой — реках Большой Авзян и Кухтур.
Заводы основаны графом Петром Ивановичем Шуваловым в 1755-56 годах, образовав полноценный комплекс из железных рудников, углежогного, чугуно-плавильного и молотобойного производства, а строительство пристани на реке Белой предоставило возможность транспортировать продукцию до Нижнего Новгорода. В качестве рабочей силы граф Шувалов перевёз своих крестьян из Калужской губернии. В 1760 году заводы выкуплены Евдокимом Демидовым.
К началу Пугачёвского восстания в 1773 году заводской комплекс включал две доменные печи и 12 кричных горнов и два горна для выплавки стали, 12 молотов для производства листового железа с приводом от водяных колёс. 17 октября Пугачёв отправил на Авзяно-Петровские заводы своего атамана Хлопушу с указами к заводским приказчикам и крестьянам. Требовалось организовать литьё пушек и ядер для восставших. Убедив заводских крестьян в том, что послан действительным императором Петром Фёдоровичем и организовав литьё ядер, Хлопуша, кроме того, собрал полк в 500 человек, взял на заводах 6 пушек, 120 лошадей, стадо быков и прибыл обратно в Бердскую слободу, получив за это от Пугачёва звание полковника.
После разгрома под Оренбургом весной 1774 года, остатки армии Пугачёва прибыли на Авзяно-Петровские заводы 8 апреля, пробыв тут до 12 апреля. Пополнив войско местным Авзянским полком, пугачёвцы выступили в сторону Белорецкого завода, после чего опустевшие заводы через месяц были сожжены отрядами башкир из числа восставших.
Заводы были восстановлены лишь через 4 года в 1778 году, но прежней производительности не достигли. В дальнейшем заводами владели В. С. Демидов, с 1796 — М. П. Губин, с 1858 — Н. Е. Тимашев, с 1859 — Д. Е. Бенардаки. С именем последнего связано возрождение и технологическое развитие заводов. В 1870-х годах заводы были переданы в казённую опеку, так как наследники Д. Е. Бенардаки были объявлены несостоятельными. В 1897 Нижне-Авзянопетровский сгорел, после чего Верхне-Авзянопетровский завод был выкуплен Урало-Волжским металлургическим обществом, в 1900-го по 1918-й годы контроль над заводом перешёл к Управлению общества Комаровских железнорудных месторождений и Южно-уральских горных заводов.